# Joyas de la Casa Real de Suecia

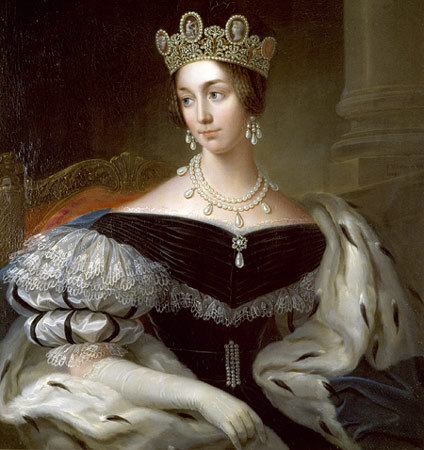
La reina Josefina con la diadema de los Camafeos

Las joyas de la Casa Real Sueca son las joyas propiedad de los miembros de la misma y de la Fundación Bernadotte.
Estas joyas se utilizan oficialmente en ocasiones como visitas de Estado, en la entrega de los Premios Nobel, cenas de gala en el castillo de Estocolmo y eventos familiares. La reina Silvia lució por primera vez una de las joyas de la Casa Real (la diadema de la princesa Sibila) la noche anterior a su boda en 1976. La princesa heredera Victoria y la princesa Magdalena usaron una diadema por primera vez el año en que cumplieron 18. En 2015, Sofía Hellqvist usó una diadema por primera vez el día en que se casó con el príncipe Carlos Felipe.
Las joyas son mantenidas por el joyero de la corte W.A. Bolin, quien las limpia y repara.

## Historia
Varias de las joyas provienen de la primera esposa de Napoleón I, Josefina de Beauharnais, quien era abuela de la reina sueca Josefina de Leuchtenberg. Victoria de Baden aumentó la colección, así como la princesa heredera Margarita de Suecia.
El rey Carlos XIV Juan creó un fideicomiso de joyas que estaría a disposición de la reina, para que la colección se pudiera aumentar pero nunca reducirla. Esto significaba que las joyas que alguna vez pertenecieron a la colección tampoco podían regalarse. A finales del siglo XIX, Óscar II transformó el fideicomiso de joyas en una fundación, que ahora forma parte de las Fundaciones de la Familia Bernadotte, así como la fundación creada por Gustavo V y la reina Victoria. Estas joyas, por lo tanto, no pertenecen a la realeza sueca en privado, pero tienen la oportunidad de tomarlas prestadas de la fundación para usarlas.
Las joyas de las fundaciones de la familia Bernadotte se exhibieron en una ocasión en 1976-1977 con motivo de la boda de los reyes Carlos XVI Gustavo y Silvia.

## Conjuntos
Aderezo (parure) es la denominación de un conjunto de varias piezas con una forma y decoración común compuesta de un conjunto de joyas. Puede incluir diadema, collar, pendientes, pulseras y broche. Un aderezo más pequeño consta de menos partes y se puede llamar demi-parure.
La colección de joyas de la Casa Real sueca contiene aderezos históricos y modernos.

### Aderezo de los Camafeos de Josefina de Beauharnais
El llamado parure de los Camafeos consiste en una diadema, un collar, pendientes, un broche y dos pulseras. El aderezo está realizado en varios materiales como oro, perlas, camafeos y brillantes. Fue un regalo del emperador Napoleón I a su esposa Josefina de Beauharnais hacia 1805.
El aderezo fue heredado por la nieta de la emperatriz Josefina, la reina Josefina, casada con el rey Óscar I. Cuando la reina Josefina murió en 1876, ella a su vez legó todo el aderezo de Camafeos a su única hija, la princesa Eugenia, quien a su vez le dio las joyas en herencia en 1889 a su sobrino, el príncipe Eugenio. La princesa Sibila los recibió como regalo del príncipe Eugenio en su boda con el príncipe Gustavo Adolfo en 1932. En su momento, Sibila legó las joyas a su único hijo (Carlos XVI Gustavo), y pasó a ser usado por la reina Silvia. Este aderezo no es parte de las fundaciones de la familia Bernadotte.
La reina Ingrid de Dinamarca usó el aderezo en un baile en 1933, donde representó a la reina Josefina de Suecia. 
La reina Silvia ha hecho un cambio en el collar y ha quitado una de las cuatro hileras de perlas. Cuando la reina Silvia usa este aderezo, generalmente no lo mezcla con ninguna otra joya. En la entrega de los Premios Nobel en 1992, usó el aderezo por primera vez en este evento. También lo lució posteriormente en la entrega de los Premios Nobel de 1996, 1998 y 2005. 

#### Uso en bodas
La reina Silvia usó la diadema como corona en su boda el 19 de junio de 1976. También fue usado por la princesa Birgitta y la princesa Désirée en sus respectivas bodas. En 2010, la princesa heredera Victoria también usó la diadema de Camafeos, así como los pendientes y el brazalete del conjunto en su boda. 

### Aderezo de zafiros Leuchtenberg
La reina Josefina de Suecia heredó las joyas de su madre Augusta Amalia, duquesa de Leuchtenberg. El aderezo de zafiros fue probablemente creado por Marie-Étienne Nitot en París. Después las joyas fueron entregadas a la reina Sofía, pero no está documentado que usara este aderezo. Además, la reina Victoria se convirtió en la última en poseerlos en privado. Después de su muerte en 1930, se incorporaron a la Fundación de la familia Bernadotte.

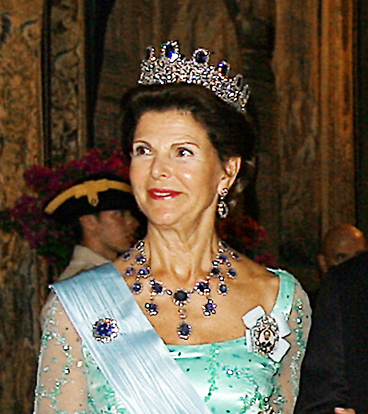
La reina Silvia luciendo el aderezo de zafiros Leuchtenberg

El aderezo de zafiros Leuchtenberg consiste en una diadema, collar, pendientes, broche y horquillas. La diadema se divide en once partes con una forma flexible. La diadema se puede usar en una forma ancha y más abierta en la cabeza o en forma circular. En un retrato de la reina Josefina hay una versión de esta diadema con perlas. Cuando se examinó la diadema en 2006, se descubrió que los zafiros se pueden quitar y reemplazar con perlas, pero están muy encajados y no han podido retirarse, ya que se podría estropear la joya si se quisieran montar las perlas con las que lucía la diadema la reina Victoria. Los pendientes que hoy pertenecen al aderezo no son originales. Estos desaparecieron durante la época de la reina Victoria. La reina Luisa, después de la muerte de Victoria, encargó nuevos pendientes de zafiro y dos de las cuatro horquillas que se encuentran en el aderezo. 
La parure fue utilizada más adelante por la reina Luisa, la princesa Sibila, y en una ocasión por la princesa Birgitta en la boda de los reyes suecos en 1976. Los zafiros solo eran usados por la reina Silvia y no suelen mezclarse con otras joyas. En la entrega de los Premios Nobel ha usado mucho el adorno de zafiros, por primera vez en 1978 y más tarde en 1981, 1984, 1985, 1988, 1990, 1991, 1993, 2001, 2004, 2006, 2010, 2012, 2014 y 2016.

### Aderezo de acero

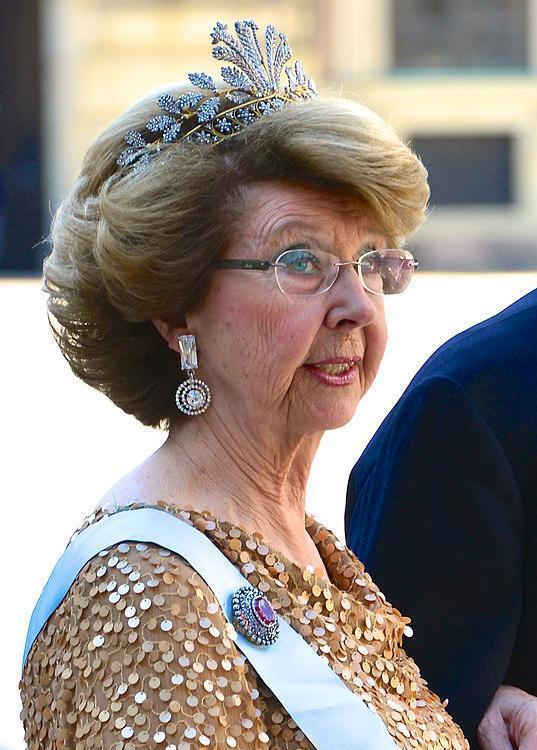
La Princesa Désirée con la diadema de acero

El aderezo de acero no está hecho de piedras preciosas, sino de acero inoxidable y latón dorado. Hay un collar en el conjunto que la reina Silvia solo ha usado en dos ocasiones. Se dice que la reina Silvia encontró las joyas escondidas en un viejo gabinete en el castillo. La primera en lucir la diadema fue la reina Silvia en la visita de Estado austriaca en 1979. 
Ha sido usado por la princesa heredera Victoria, pero también por la princesa Christina y la reina Silvia en algunas ocasiones. La princesa Lilian usó la diadema alguna vez, como en la entrega de los Premios Nobel de 1984. La diadema también es llamada "Tiara napoleónica de acero cortado". 
En la boda de la princesa Magdalena en 2013, la princesa Désirée usó la diadema de acero. 
La princesa heredera Victoria también usó la diadema de acero en la entrega de los Nobel por primera vez en 2004 y también en 2010 y 2016. 

#### Conjunto de acero morado
Este conjunto consta de una diadema y un peine de acero. Debe ser parte del conjunto de acero anterior según un artículo de la Revista Royal. El conjunto ha sido usado por la princesa heredera Victoria desde octubre de 2012 en una boda en Luxemburgo, pero también en la visita de Estado de Turquía en 2013. La diadema de acero fue usada por primera vez por la Princesa Sofía en 2016 y la Princesa Christina en 2017.

### Aderezo de amatistas
El aderezo de amatistas es un conjunto de joyas hecho de amatistas, diamantes y oro. Incluye una diadema que anteriormente era un collar, un brazalete, pendientes y dos broches. La primera imagen de un miembro de la Casa Real sueca luciendo el aderezo de amatistas representaba a la reina Luisa. La reina Silvia fue la primera en usar el collar de amatistas como diadema a principios de la década de los años 1980. 
La princesa heredera Victoria usó las pulseras como collares por primera vez en una gran fiesta en el palacio real a comienzos del milenio. Más tarde usó la diadema durante una visita de estado a Finlandia en el año 2000. Después ha sido usado por la reina Silvia y por la princesa heredera Victoria, pero en los últimos años la hermana del rey, la princesa Désirée, pidió prestado el aderezo para la boda de la princesa heredera, entre otros actos oficiales. El aderezo pertenece a la Fundación de la familia Bernadotte. 
En la entrega de los Nobel, Silvia solo ha usado el aderezo en 1986. Victoria ha usado solo partes del aderezo en dos entregas de los Nobel (el broche en 2008 y los pendientes en 2009). 
En la entrega de los Nobel del 10 de diciembre de 2012, la princesa Magdalena usó el aderezo por primera vez, y después también en 2017. Durante la visita de Estado canadiense a Suecia en febrero de 2017, la princesa Sofía usó la diadema.

### Aderezo de topacios rosados
El aderezo consiste en un collar, un broche y un ramillete de topacios brillantes y rosados que llegaron a Suecia con Victoria de Baden. El conjunto es originario de Rusia. Fue encargado por la zarina María Fiodorovna para su hija María Pavlovna que se casó en 1804 en San Petersburgo con el Gran Duque de Sajonia-Weimar-Eisenach. Su hija Augusta, a su vez, recibió las joyas en herencia en 1829 cuando se casó con el futuro emperador Guillermo I de Alemania. 
La hija del emperador, Luisa, se casó con Federico I de Baden en 1856 y los topacios rosados fueron lucidos por la princesa. En 1923, la reina de Suecia, Victoria heredó estas joyas de su abuela. A la princesa Sibila le faltaban los pendientes en el adorno y encargó que los topacios de los extremos del collar se pudieran separar y también usar como pendientes.

## Demi-parure

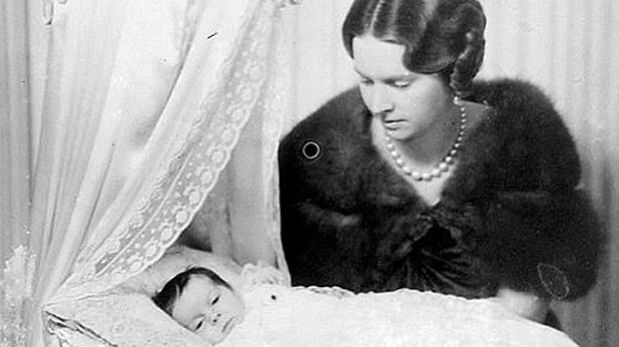
La princesa Sibila luciendo el collar de perlas Bernadotte

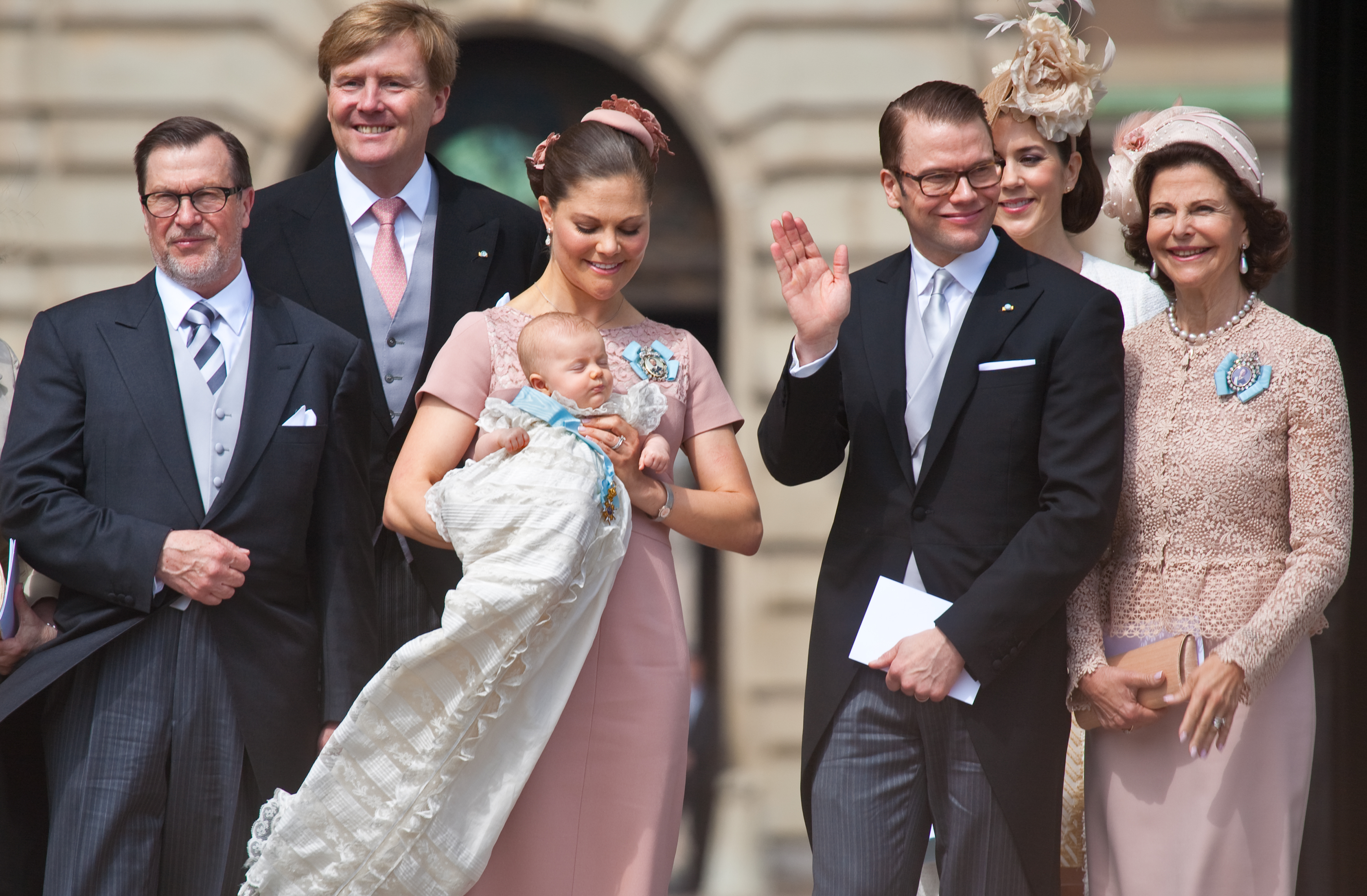
La reina Silvia con las perlas Bernadotte (collar y pendientes)

### Gran conjunto de perlas Bernadotte
El collar consta de 26 grandes perlas orientales en tonos grises con un cierre brillante. Inicialmente, contenía 36 perlas y tres perlas en forma de pera utilizadas como broches para el collar. Fue la reina Victoria quien acortó el collar. Hoy en día, también hay algunos pendientes de perlas que combinan con este conjunto. 
La reina Silvia usó el collar y los pendientes en la proclamación oficial como princesa heredera de su hija Victoria el 14 de julio de 1995 y en el bautismo de su nieta Estelle en la iglesia del castillo el 22 de mayo de 2012. 

### Conjunto de esmeraldas Bernadotte
El conjunto está formado por brillantes y esmeraldas. El gran broche que se incluye actualmente en la colección procede de la hebilla de un cinturón. El collar consta de 16 rosetas, dispuestas así para la princesa Sibila. Está documentado que la reina Sofía ha usado el collar. 
Silvia ha usado el broche más grande como hebilla durante una visita de Estado a Arabia Saudita, pero luego como hebilla para una banda de seda. Rara vez ha usado las esmeraldas en la entrega de los Nobel, pero en 1987 usó el collar y el gran broche que sostenía la banda de la Orden de los Serafines en su lugar.
En la entrega de los Nobel de 2012, la princesa heredera Victoria lució todas las partes del conjunto de esmeraldas por primera vez.

## Diademas

### Diadema de la Coronación o diadema de Braganza
La diadema de la Coronación o diadema de Braganza, pertenecó a la emperatriz Amelia de Brasil y, como única heredera, su hermana, la reina Josefina de Suecia, recibió las joyas en 1873. Se ha dicho que esta diadema pesa 3 kilos, pero parece ser que su peso no llega a un kilo. 
La reina Luisa usó esta diadema para la solemne apertura del Parlamento durante su reinado. En su primera fotografía oficial, la nueva reina Silvia usó esta diadema y continuó haciéndolo en fotografías oficiales, en algunas ocasiones acompañada del aderezo de zafiros de Leuchtenberg. 
La reina Silvia generalmente la usa durante las visitas de Estado de otros monarcas o reuniones solemnes de la realeza. En una ocasión, la llevó al extranjero, durante la visita de Estado a Dinamarca en 2007. Llevaba la gran diadema en la boda de la princesa heredera en 2010.

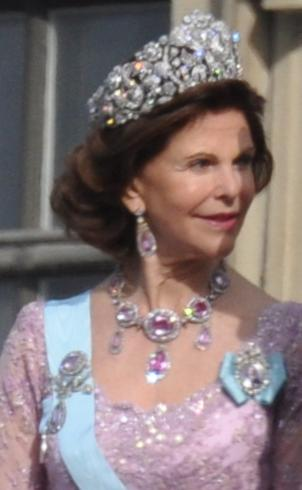
La reina Silvia lleva la diadema de la Coronación y el aderezo de topacios rosados
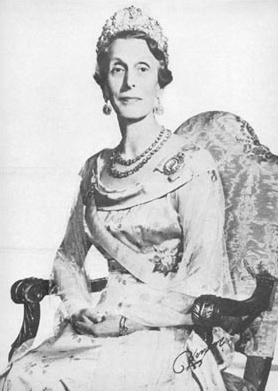
La reina Luisa con la diadema de la Coronación
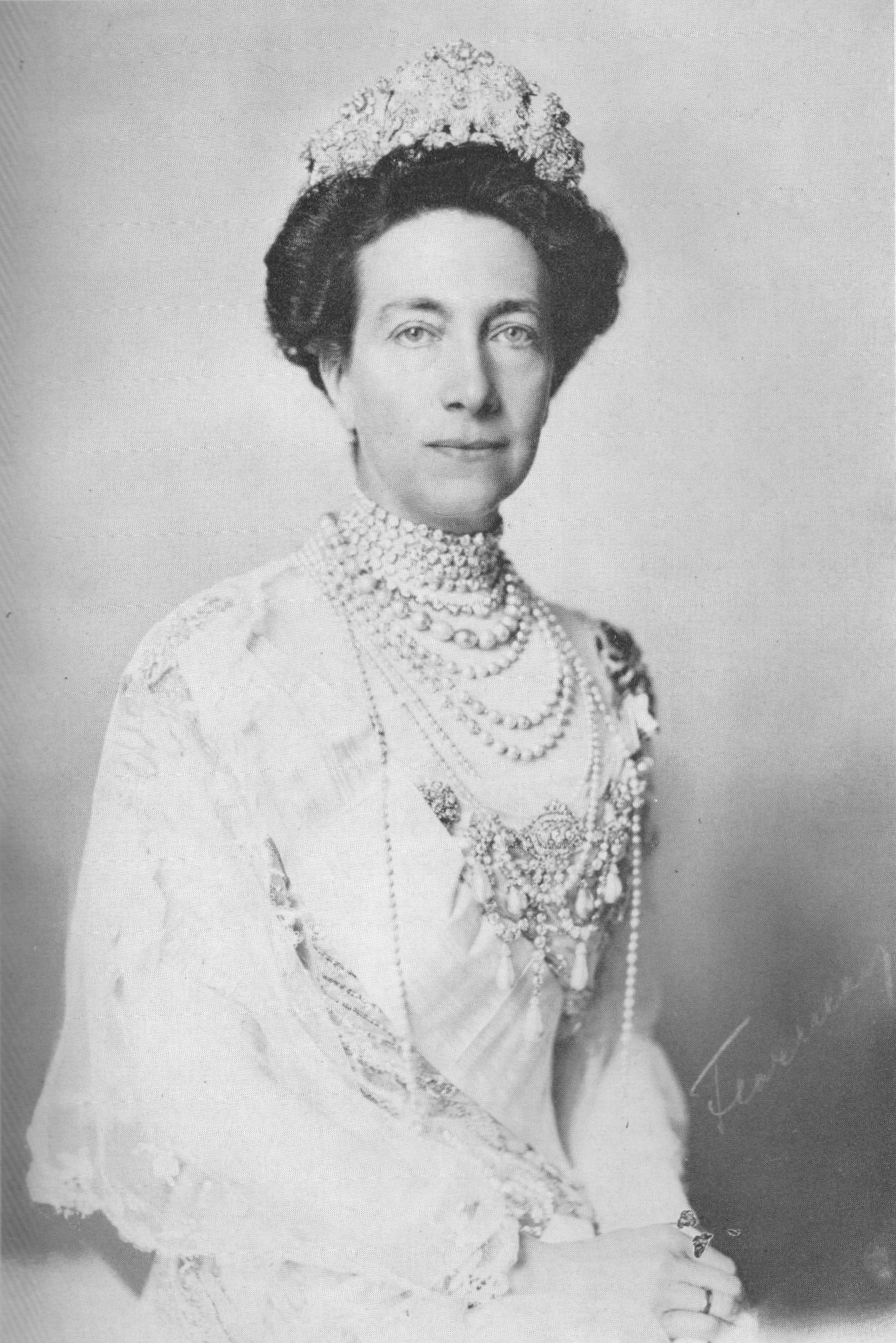
La reina Victoria luciendo la diadema Braganza
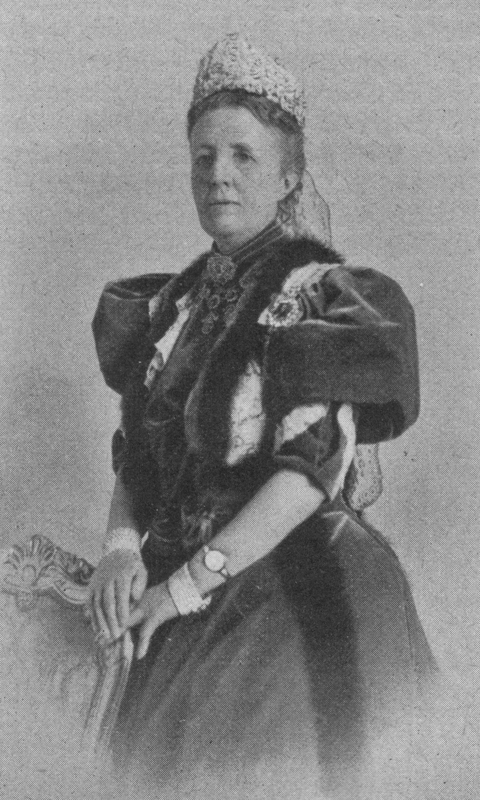
La reina Sofía con la diadema de la Coronación
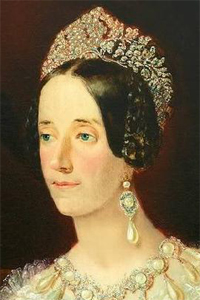
La reina Josefina con la diadema de la Coronación heredada de su hermana

### Diadema de rosetas de diamantes
Hay dos diademas diseñadas de la misma manera con rosetas de diamantes, la diadema de cuatro botones y la diadema Karl Johan (diadema de seis botones). Pero las rosetas, llamadas botones, no son idénticas. Además de estas 10 rosetas de diamantes, hay dos que se pueden usar como colgantes para collares. 

#### Diadema de cuatro botones
Las rosetas de la diadema de cuatro botones recuerdan más a un diseño de estrella. Las cuatro rosetas de diamantes se transformaron en una diadema para la visita de Estado noruega en 1959, siendo utilizada por la princesa Margarita en la cena de gala. Esta diadema nunca ha sido utilizada por la reina Silvia, pero es utilizada por sus hijas. La princesa heredera Victoria usó la diadema de cuatro botones en la entrega de los Nobel por primera vez en 1997, también en las de 1998, 2003 y 2012. La princesa Magdalena la utilizó en la entrega de los Nobel de 2009. 
También ha sido utilizada por la princesa Sofía desde 2016.

#### Diadema de Karl Johan

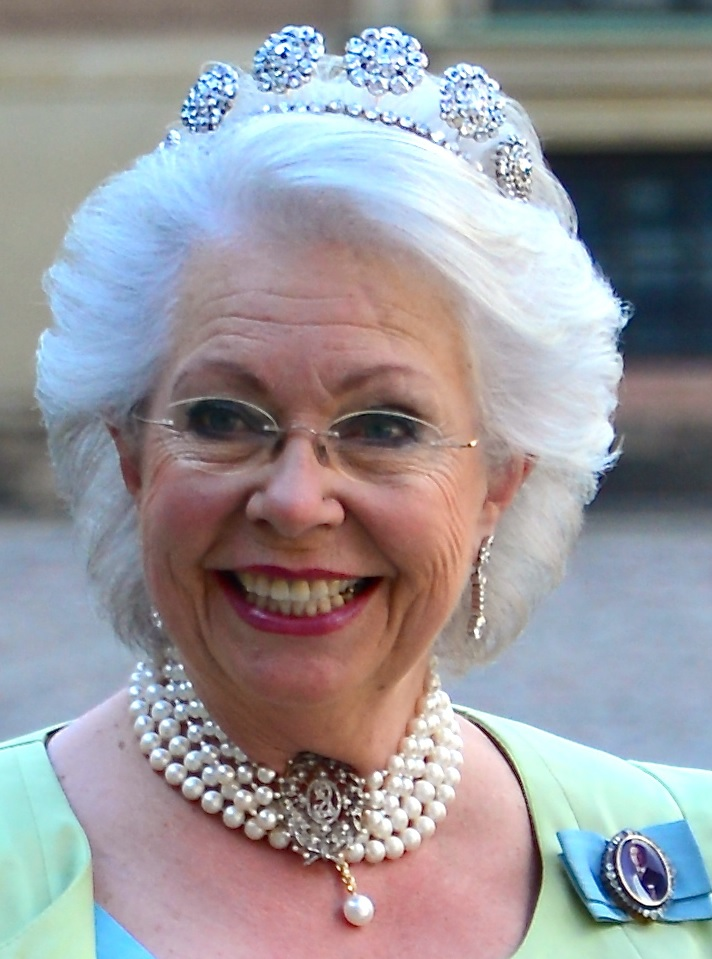
La princesa Christina con la diadema de Karl Johan

La diadema Karl Johan también se llama diadema de seis botones. Los seis botones en la segunda diadema están diseñados más como flores con hojas pequeñas. Se pueden rastrear hasta el rey Karl XIV Johan, que tenía estas rosetas de diamantes unidas a la corona real de Erik XIV desde 1560 antes de su coronación en 1818. Durante el reinado del rey Gustavo V, la corona real fue restaurada y las rosetas de diamantes fueron retiradas y transformadas en un collar para la princesa heredera Margarita. 
La reina Victoria de Suecia comenzó el encargo de crear una diadema, pero solo se hizo realidad en la década de 1970. La primera en usar la diadema fue la princesa Lilian. La diadema fue utilizada más tarde por la reina Silvia durante un tiempo, pero después pasó a ser lucida por las princesas Victoria, Magdalena y Cristina. 
La princesa Cristina usó esta diadema en la boda de la princesa heredera Victoria en 2010. También la usó en la boda de la princesa Magdalena en 2013. 
La princesa heredera Victoria usó la diadema Karl Johan en la entrega de los Nobel por primera vez en 2007, y después en las de 2009 y 2011.

### Diadema de la reina Sofía o de Nueve Puntas
La diadema llegó a Suecia con la reina Sofía. Es una diadema de diamantes utilizada principalmente por la reina Silvia. Se cree que la diadema, en forma de resorte, fue un peine de joyas desde el principio y fue reformada a finales del siglo XIX. La princesa Margarita usó la diadema en la boda de su hermano en 1976. En la boda de la princesa heredera Victoria, fue utilizada por la princesa Birgitta. En una ocasión fue lucida por la princesa Lilian, en la entrega de los Nobel de 1977. En inglés, la diadema se llama "Tiara de nueve puntas". 
La reina Silvia la ha lucido en varias entregas de los Nobel, por primera vez en 1976, y también en 1979, 1982, 1983, 1987, 1989, 1994, 1995, 1997, 1999, 2000, 2002, 2007, 2009, 2011, 2013, 2015, 2017, 2018 y 2019. Llevó la diadema de la reina Sofía en la boda de la princesa Magdalena en 2013.

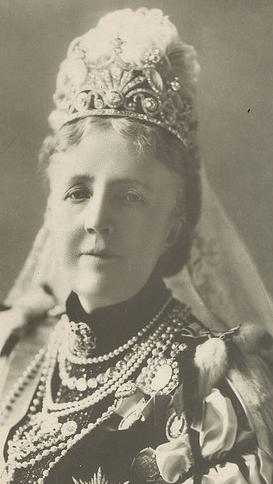
Reina Sofía con la diadema que lleva su nombre.
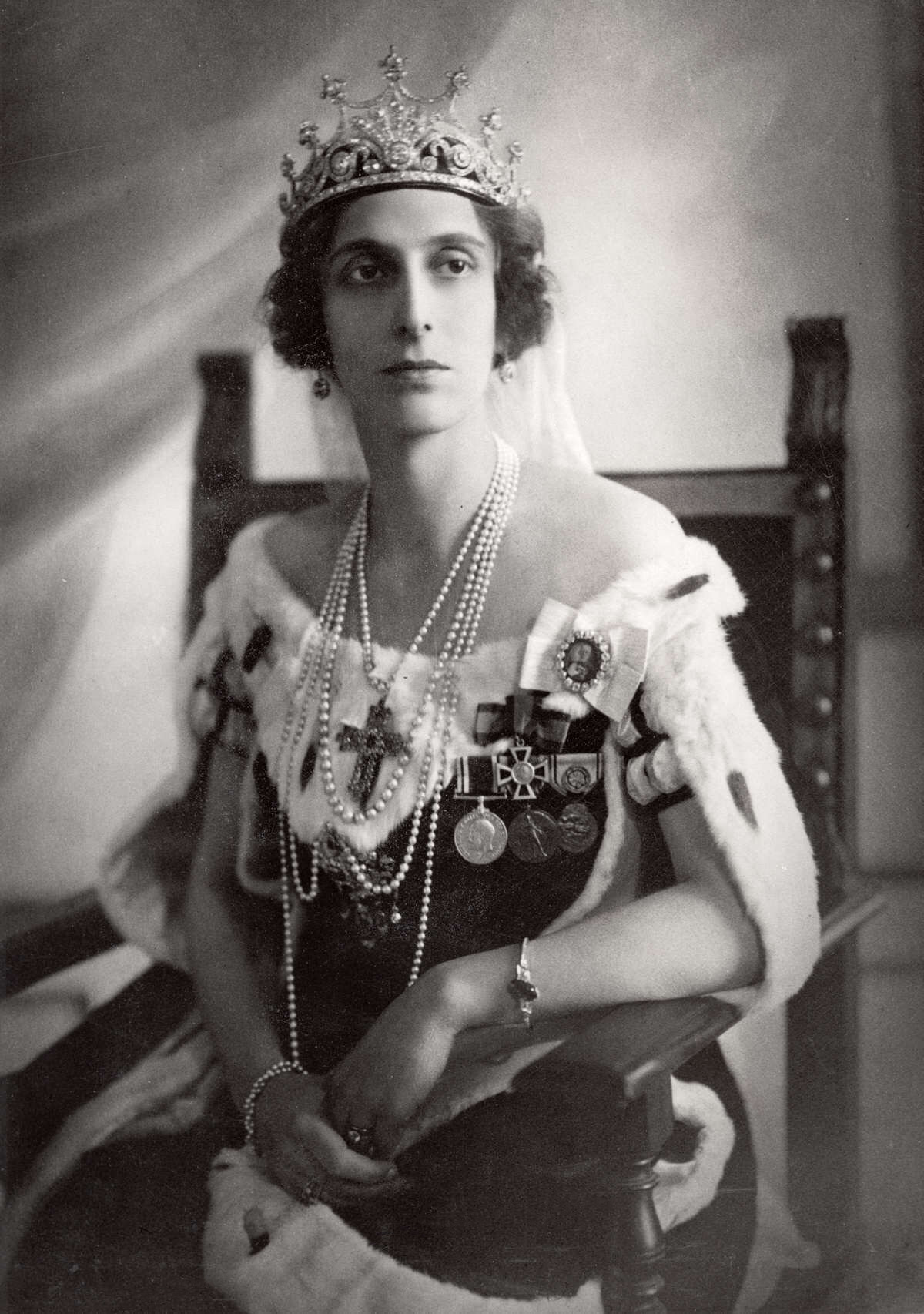
La princesa heredera Luisa Mountbatten luciendo la diadema de la reina Sofía.
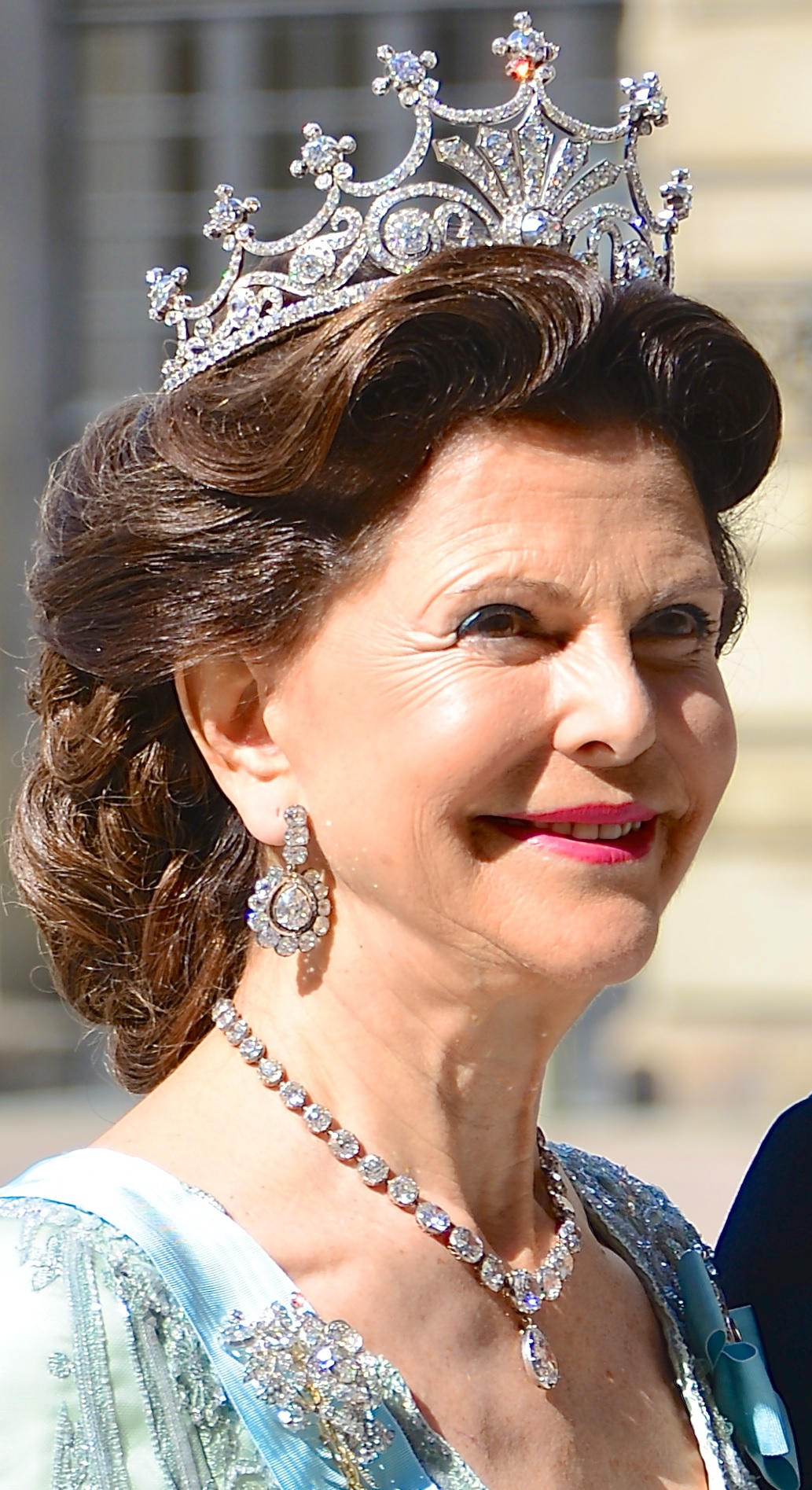
La reina Silvia usó la diadema de la reina Sofía en la boda de la princesa Magdalena en 2013.

### Diadema de la princesa Lilian
La diadema de la princesa Lilian era anteriormente un collar que la princesa Margarita de Gran Bretaña e Irlanda recibió de la abuela de su esposo, la reina Sofía. La joya fue hecha por Boucheron en París. Los materiales son plata, oro y diamantes. El diseño recuerda a una corona de laurel, por lo que también es llamada la "diadema de la corona de laurel".
El príncipe Bertil la heredó de su madre, la princesa Margarita. Ya en 1972, Lilian, entonces apellidada Craig, usó esta diadema en el 90 cumpleaños del rey Gustavo VI Adolfo, y más tarde en 1976 en la boda del Carlos XVI Gustavo y Silvia. Lilian nunca la usó como collar. La princesa Lilian legó la diadema a la princesa heredera Victoria.
La princesa Victoria llevaba la diadema de la princesa Lilian cuando la princesa Magdalena se casó en 2013.

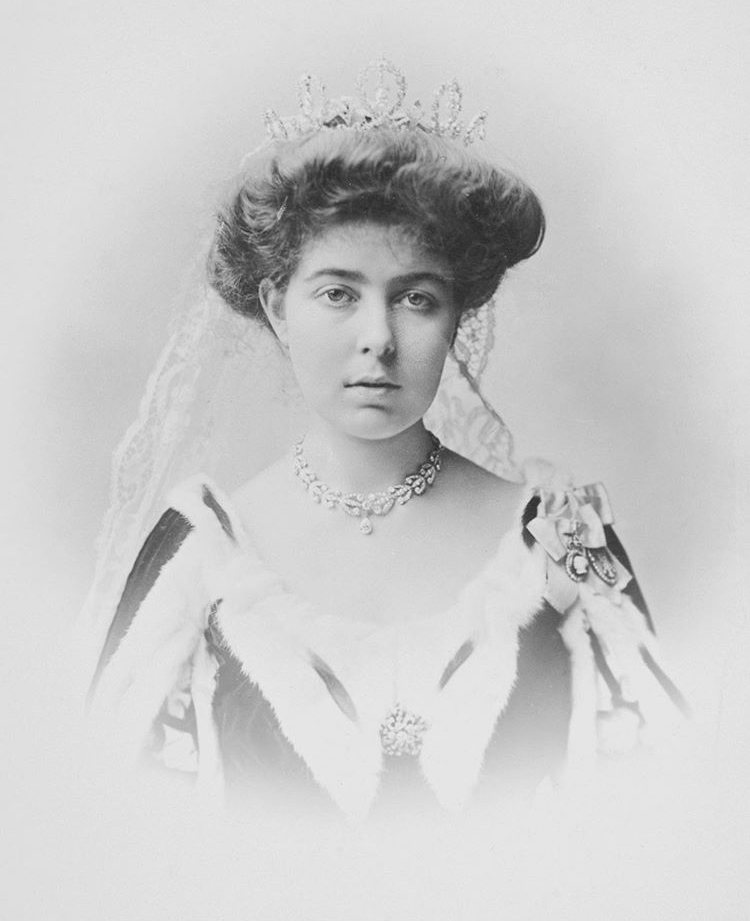
La princesa heredera Margarita luciendo la diadema como collar.
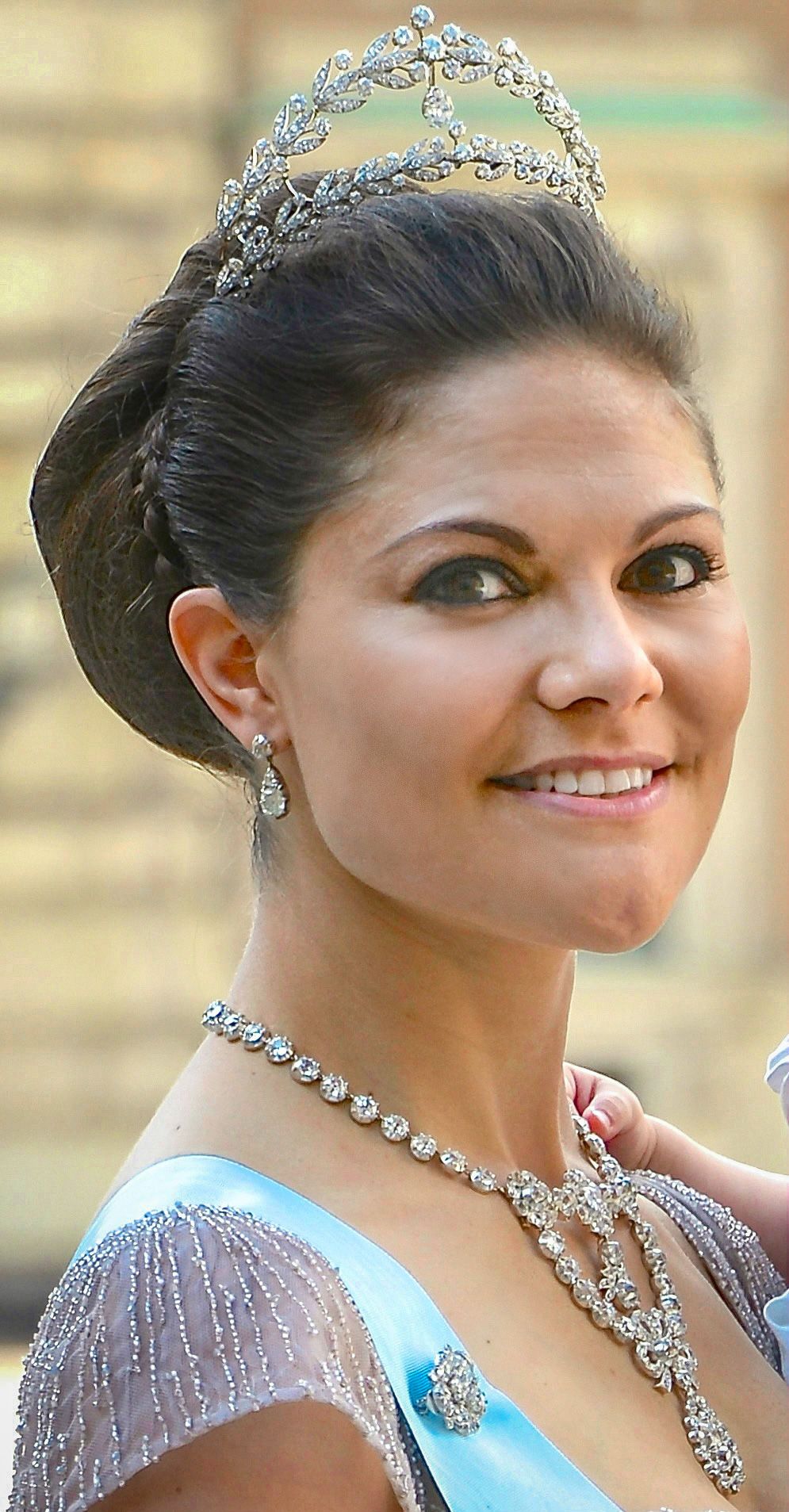
La princesa heredera Victoria luciendo la diadema de la princesa Lilian y el ramillete de diamantes de la reina Josefina como collar.

### Diadema de la princesa Sibila

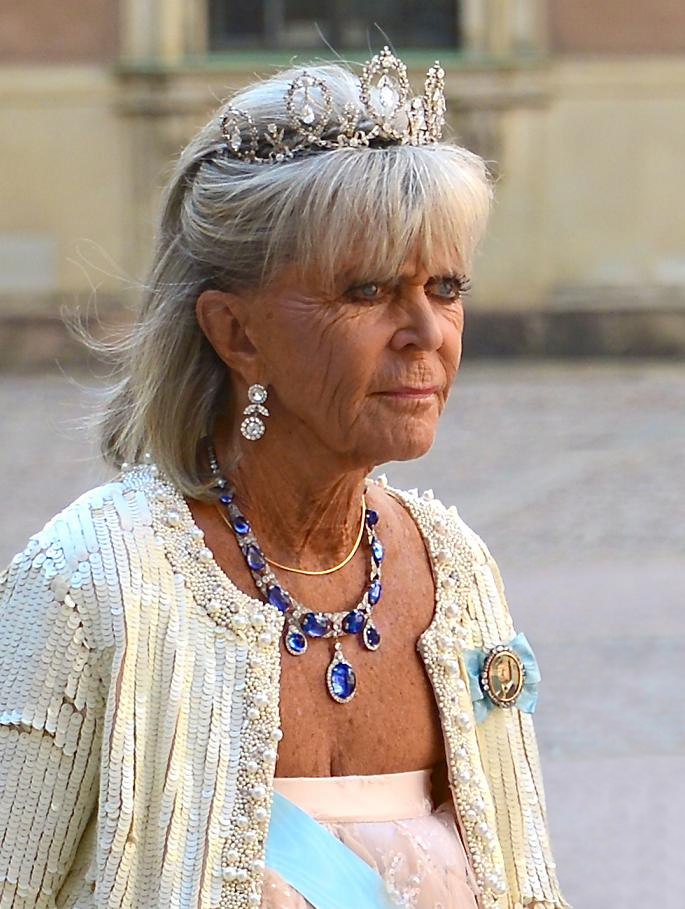
La princesa Birgitta con la diadema de la princesa Sibila y el collar de zafiros de la princesa Sibila

La joya está hecha de brillantes y diseñada con cinco guirnaldas de flores. En cada guirnalda hay una estrella de diamantes y entre cada guirnalda hay una roseta de diamantes con una flor. La diadema de la princesa Sibila se puede convertir en un collar en la forma original de la diadema o se pueden poner las cinco flores de brillantes en un collar estrecho. 
La diadema llegó a Suecia con la princesa Margarita de Gran Bretaña e Irlanda cuando se casó con el príncipe sueco Gustavo Adolfo en 1905. La diadema fue fabricada en 1904 por E. Wolff & Co. para el joyero de la corte británica Garrard & Co. y fue un regalo de bodas de los padres de la princesa heredera, los duques de Connaught. La diadema de Sibila recibió es nombre porque era muy apreciada por la princesa y la utilizó en numerosas ocasiones. 
La princesa Cristina usó la diadema como corona de novia en 1974. Fue la primera diadema que la reina Silvia usó la noche anterior a la boda de 1976. 
La princesa Magdalena ha usado la diadema como un collar en la versión pequeña con las cinco estrellas de brillantes. En la boda de su hermana, en 2010, la usó por primera vez como diadema. Asimismo, la princesa heredera Victoria la usó en la boda del príncipe Joaquín de Dinamarca en 2008 como un collar solo con las estrellas. La reina la ha usado como collar en algunos momentos en la década de los años 1980 y desde entonces solo la ha utilizado como diadema.
En la boda de la princesa Magdalena, en 2013, la princesa Birgitta usó la diadema de la princesa Sibila. 
Las estrellas utilizadas para el collar más simple también se pueden usar como pendientes, como hizo la princesa Magdalena en el bautizo de la princesa Estelle. 
La princesa heredera Victoria lució la diadema de la princesa Sibila en la entrega de los Nobel de 2015 y 2018, así como en la boda del príncipe Carlos Felipe en 2015. 
La reina Silvia usó la diadema de la princesa Sibila en la entrega de los Nobel por primera vez en 1977, y también en 2003 y 2008. 
Durante la entrega de los Nobel de 2016, la princesa Magdalena usó la diadema.

### Diadema fringe de Baden

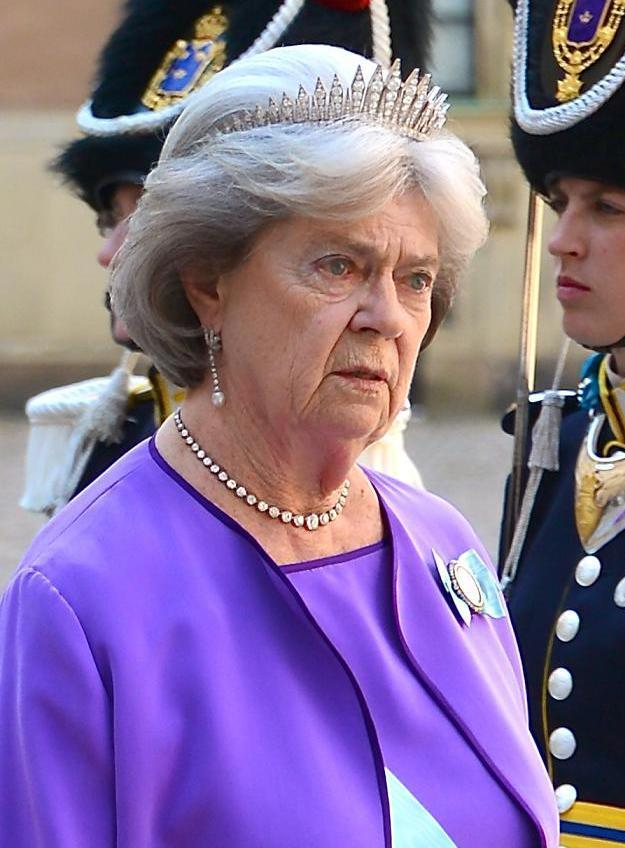
La princesa Margarita con la diadema fringe

La diadema fringe de Baden, hecha en diamantes, la llevó Victoria de Baden a Suecia. Fue un regalo de bodas de sus padres, los grandes duques de Baden. La princesa usó la joya como collar durante la ceremonia de la boda en la ciudad natal de Karlsruhe en 1881. También la usó como una pieza para el pecho que luego se colocó en un marco para crear la diadema. El diseño de la joya se remonta al hecho de que durante ese tiempo estaba de moda el tocado kokoshnik del traje tradicional ruso. Hay joyas de ese tipo en varias casas reales europeas. La diadema consta de 47 rayos de diamantes, siendo el del medio el más alto y la altura decreciente hacia cada lado. 
Según el testamento de la reina Victoria, la diadema debe ser usada principalmente por la princesa heredera del país. La princesa heredera Victoria usó la diadema por primera vez durante la boda del príncipe heredero noruego en 2001. Posteriormente, ha sido usada principalmente por la princesa heredera Victoria, pero anteriormente la ha compartido con la princesa Lilian. La reina Silvia y la princesa Cristina también han usado esta diadema. Silvia la usó durante la visita de Estado a la Ciudad del Vaticano en 1991. En la boda de la princesa Magdalena en 2013, la princesa Margarita usó la diadema. 
Silvia nunca ha usado esta diadema en una entrega de los Nobel. La princesa Lilian la usó en su primera entrega de los Nobel en 1976 y también en 1979, 1982, 1983 y 2004. Victoria la llevó en 2001, 2005, 2006,2008, 2014 y 2019. La diadema fringe de Baden hs sido lucida por la mayoría de las mujeres de la familia real sueca.

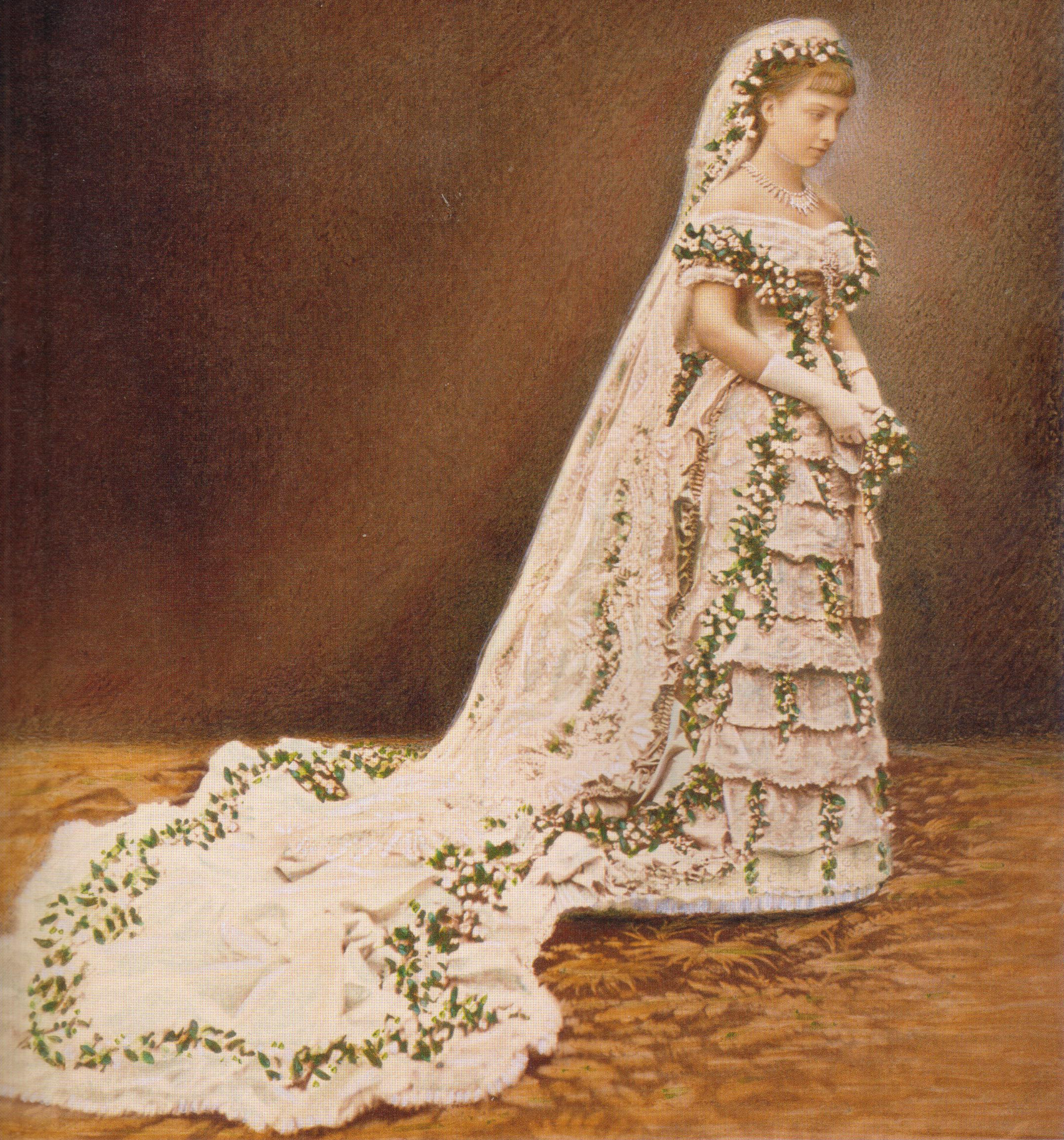
La princesa Victoria de Baden luciendo la diadema fringe de Baden como collar.
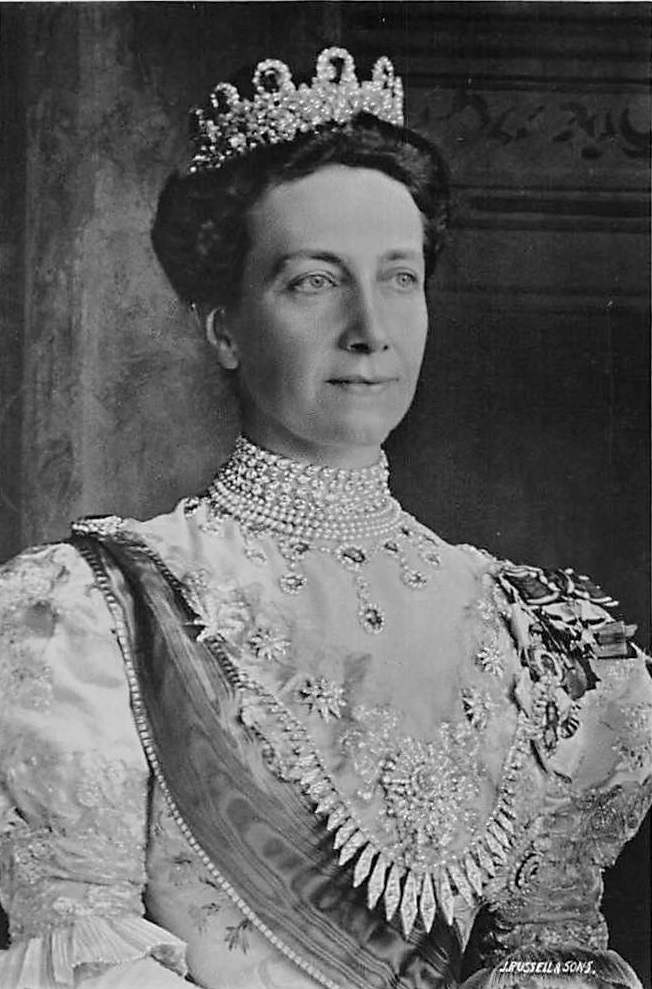
La reina Victoria luciendo la diadema fringe como un ramillete junto con el aderezo de zafiros de Leuchtenberg.
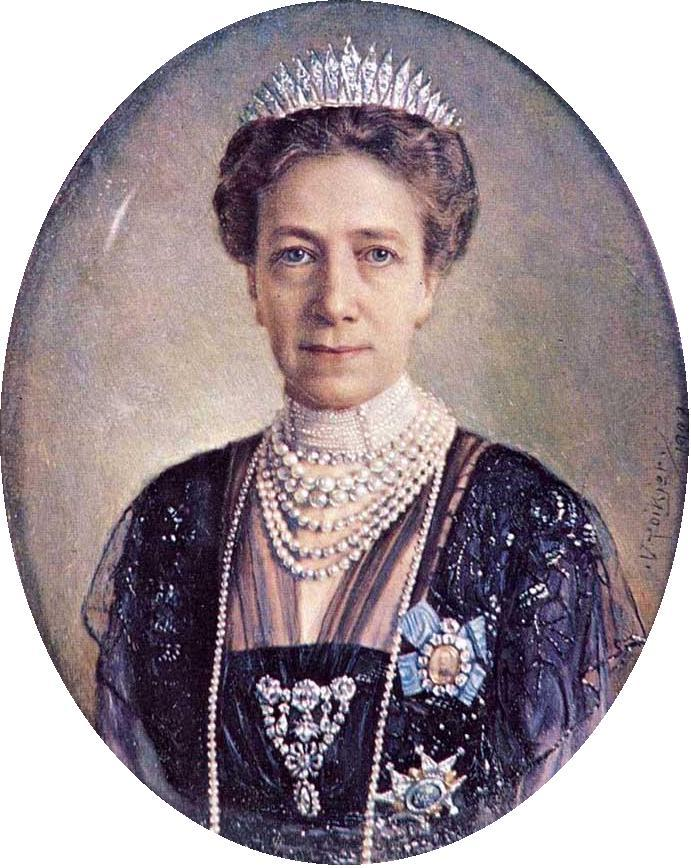
La reina Victoria luciendo la diadema fringe y el collar de perlas de 13 hileras. También lleva el ramillete de diamantes de la reina Josefina.
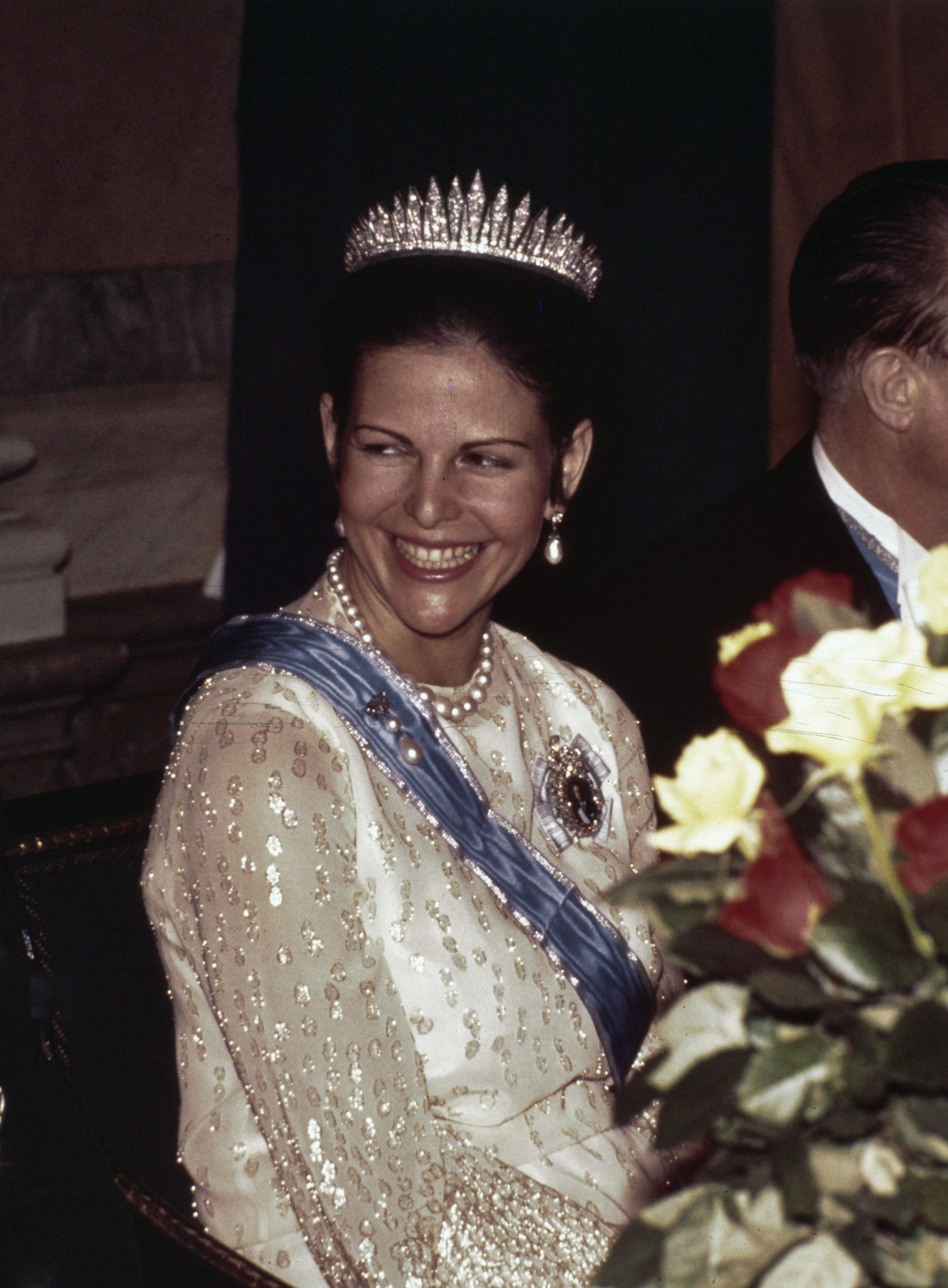
La reina Silvia lleva la diadema fringe de Baden en 1977.

### Diadema de rubíes de la princesa heredera Margarita
El rey Gustavo VI Adolfo, entonces príncipe heredero, se casó con la princesa británica Margarita en 1905, y la novia recibió la diadema de rubíes como regalo de sus tíos, el rey Eduardo VII y la reina Alejandra. La diadema, que también se puede convertir en collares, está hecha de diamantes y rubíes. Cuando la princesa heredera Margarita falleció en 1920, la diadema fue transmitida a su hijo el príncipe Sigvard. Sigvard cedió la diadema de rubíes a su padre Gustavo VI Adolfo, quien a su vez legó la joya al hijo de Sigvard, Miguel. Posteriormente, Miguel vendió la diadema a su primo, el rey Carlos XVI Gustavo.
Durante este tiempo, Marianne Bernadotte, la esposa de Sigvard, utilizó la diadema en numerosas ocasiones, como en 1983 durante la visita de Estado de la reina Isabel a Suecia, y como collar en la boda de la princesa Désirée en 1964. La primera vez que la reina Silvia usó esta diadema fue en 1995 en la boda del príncipe Joaquín de Dinamarca. Desde entonces, la reina Silvia la ha usado en algunas ocasiones. 

### Diademafringede la reina Silvia
Esta diadema fringe la usó la reina Silvia por primera vez a mediados de los años 1980. La joya está hecha de brillantes y es de propiedad privada de la familia real. También se puede usar como collar, como lo han hecho la reina y las princesas Magdalena y Victoria. Esta diadema es la segunda usada por Magdalena (la primera fue la diadema de aguamarinas). Silvia nunca usó la diadema en la entrega de los Nobel, pero la princesa Magdalena la usó por primera vez en los premios en 2002 y después en 2003, 2005, 2006, 2007, 2008 y 2014, además de en 2009 como collar. 
La princesa Magdalena usó la diadema fringe de la reina Silvia cuando se casó en 2013.

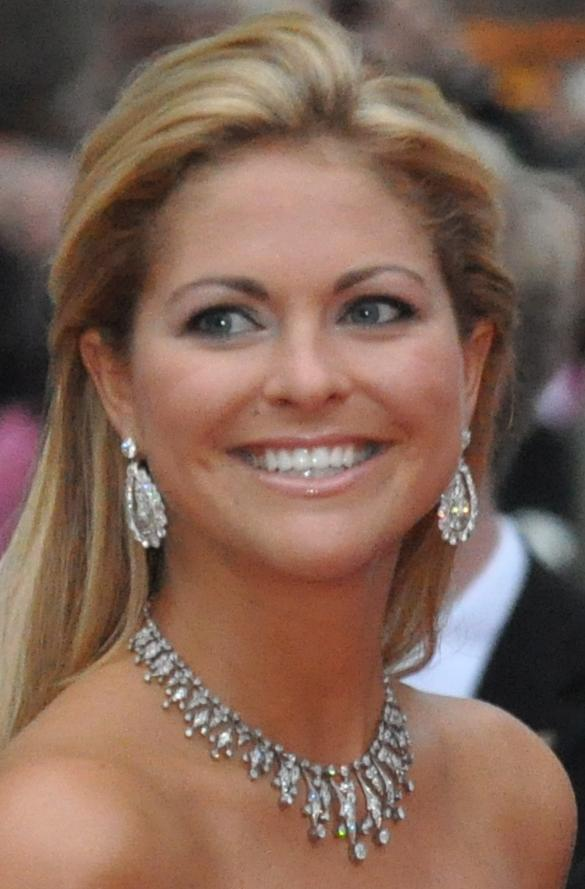
La princesa Magdalena usó la diadema fringe de la reina Silvia como collar y los pendientes Vasa en 2010.
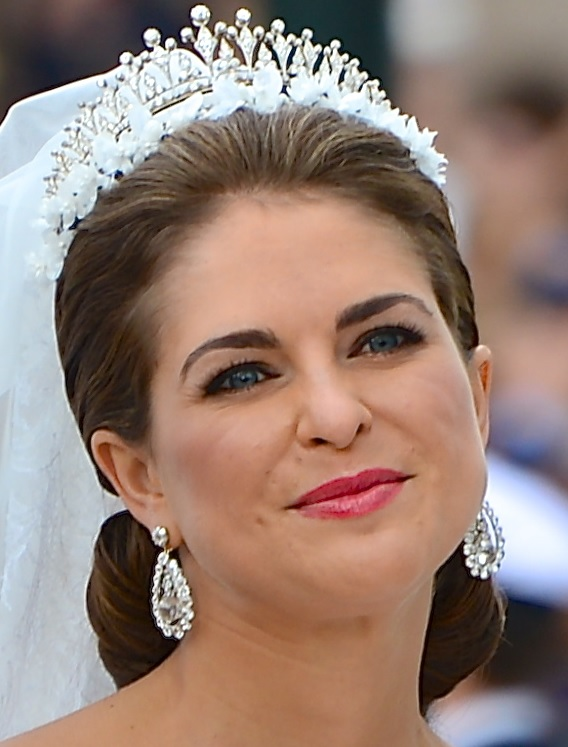
La princesa Magdalena lució la diadema fringe de la reina Silvia, como diadema, y los pendientes Vasa, cuando se casó en 2013.

### Diademabandeaude aguamarina de la princesa Magdalena
Desde el principio, la diadema perteneció a la reina Luisa y fue usada por las princesas Haga Désirée y Cristina en la década de 1960. Consta de dos tiras de diamantes pequeños entre las cuales se encuentra una gran piedra aguamarina. Está hecha en estilo art decó. Con motivo de su 18 cumpleaños, fue regalada por los reyes de Suecia a la princesa Magdalena, que la usó por primera vez en la entrega de los Nobel del año 2000. En la celebración del 70 cumpleaños del rey Carlos XVI Gustavo, fue llevada por su tía, la princesa Cristina.

### Diadema de la princesa Cristina
La princesa Cristina lo recibió en su 18 cumpleaños como regalo de su madrina Elsa Cedergren, hija del príncipe Óscar Bernadotte. Está hecha de pequeños diamantes y perlas orientales y estaba valorada en 350.000 coronas suecas. 
El 18 de mayo de 2012, la diadema fue robada por un amigo de la familia que afirma que la arrojó junto con otras joyas robadas a un arroyo. Las joyas no se han encontrado, a pesar de varias inmersiones en el arroyo. 

### Diadema de la princesa Birgitta
Se trata de una diadema de perlas y diamantes que Birgitta utilizó en el baile del día anterior a su boda en 1961. Creada por el joyero Carman, fue un regalo de su abuelo, Gustavo VI Adolfo. Pasó a ser propiedad de la hija de la princesa, que la usó en la boda de la princesa heredera en 2010. 

### Diadema de aguamarinas de la princesa Sibila
Se trata de una diadema usada desde el principio por la princesa Sibila. La princesa Margarita recibió la joya como regalo de bodas en 1964. En 1998 la lució en su boda la hija de la princesa Margarita, Sibila Ambler, y ha sido utilizada por la princesa Cristina. En 2015, la princesa Magdalena lució la diadema en la entrega de los Nobel y después en 2019. La princesa heredera usó esta diadema por primera vez durante la entrega de los Nobel de 2017.

### Diadema de la reina Luisa
La diadema de la reina Luisa es una joya de diamantes en estilo art decó propiedad de la princesa Désirée. La reina Luisa la usaba ya cuando era princesa heredera. 

### Diadema de la princesa Sofía

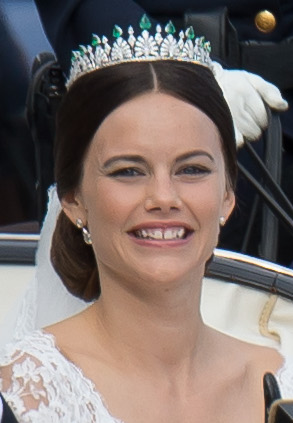
La princesa Sofía con su diadema 2015

Una diadema con esmeraldas y diamantes que fue un regalo para la princesa Sofía del rey Carlos XVI Gustavo y la reina Silvia para su boda, momento en que la usó por primera vez. Las esmeraldas de la diadema se pueden quitar, y la princesa Sofía la ha usado con solo los diamantes en algunas ocasiones. En la entrega de los Nobel de 2017, se montaron perlas en la diadema que reemplazaron a las esmeraldas. Sofía usó la diadema de la misma manera también en 2018. En los Nobel de 2019, las esmeraldas fueron reemplazadas por turquesas. 

## Collares

### Corsagede diamantes de la reina Josefina
En el pasado eran comunes las joyas pectorales, los llamados corsage o ramilletes, que generalmente son mucho más grandes que los broches. En la Casa Real sueca hay una joya muy antigua hecha de diamantes y con 3 broches de estas piedras preciosas, pero probablemente podrían reemplazarse con los broches de perlas con los que se representa a la reina Josefina. Dos de las solapas se pueden quitar y usar como pendientes. El corsage se puede unir a un collar de diamantes y usar todo el conjunto también como collar.

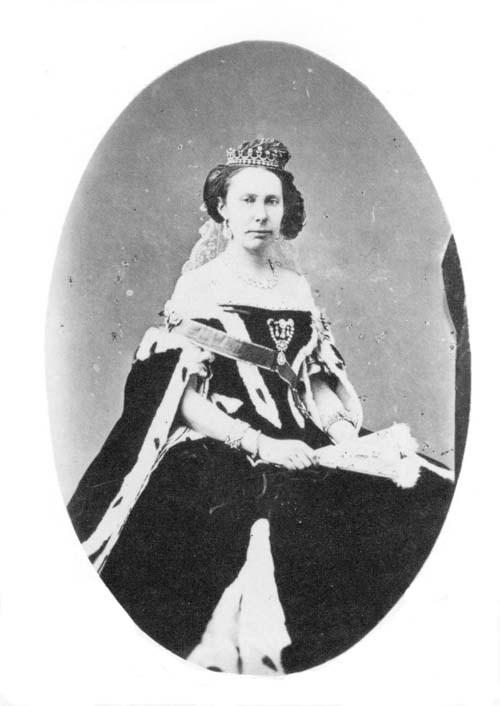
La reina Luisa luciendo el corsage de diamantes de la reina Josefina

Con esta antigua pieza de joyería es con la que se representó a Josefina primero y luego también a las reinas Luisa, Sofía, Victoria y Luisa. La princesa Lilian también usó esta pieza histórica de joyería, pero como collar. Silvia también lo ha usado como collar en ocasiones esporádicas, como durante la cena de los Premios Nobel en el Castillo de Estocolmo 2009. 
La princesa heredera Victoria usó el collar por primera vez en la boda de su hermana el 8 de junio de 2013. 
La versión utilizada como collar carece de dos broches de diamantes, que fueron utilizados como pendientes por la princesa heredera Victoria en el bautismo de su hija Estelle. 

### Gran collar de brillantes
El collar proviene de la gran duquesa Luisa de Baden, madre de la reina Victoria. El collar consta de 36 brillantes, oro y plata. 
Incluye una solapa que es significativamente más antigua. Anteriormente era propiedad de la princesa Sofía Albertina, hermana de Gustavo III. La princesa legó la joya a la nueva familia real y a la reina Josefina. 

### Collar Procesional

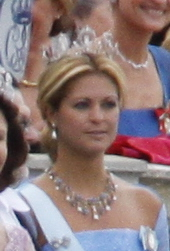
La princesa Magdalena con el collar Procesional y la diadema de la princesa Sibila

Cuando Victoria de Baden se casó en Karlsruhe en 1881, todavía no había visitado Suecia. A la llegada de la pareja del príncipe heredero a Estocolmo, la nueva princesa heredera de Suecia recibió un regalo de su nuevo esposo; un collar de brillantes con 16 zafiros de Ceilán, otros 6 zafiros y 25 perlas barrocas. Más tarde se denominó collar Procesional, y ha sido usado por varios miembros de la familia real. 

### Collar de perlas de 13 hileras
Cuando la reina Victoria, entonces princesa heredera, celebró sus bodas de plata en 1906 con su esposo, recibió un collar de perlas de 13 hileras de sus suegros. Este tipo de collar estaba de moda en ese momento. El collar tiene forma para ajustarse firmemente alrededor del cuello e incluye 13 hileras de perlas orientales y 5 varillas de diamantes. Este tipo de collar también se llama comúnmente collar de perro ("collier de chien"). 
La princesa Cristina lo usó en algunas ocasiones cuando fue la "primera dama" de Suecia en 1972-74. Después Silvia lo ha usado en algunas ocasiones. La última de las damas reales en usar el collar es la princesa Magdalena. 

### Collar de la princesa heredera Margarita

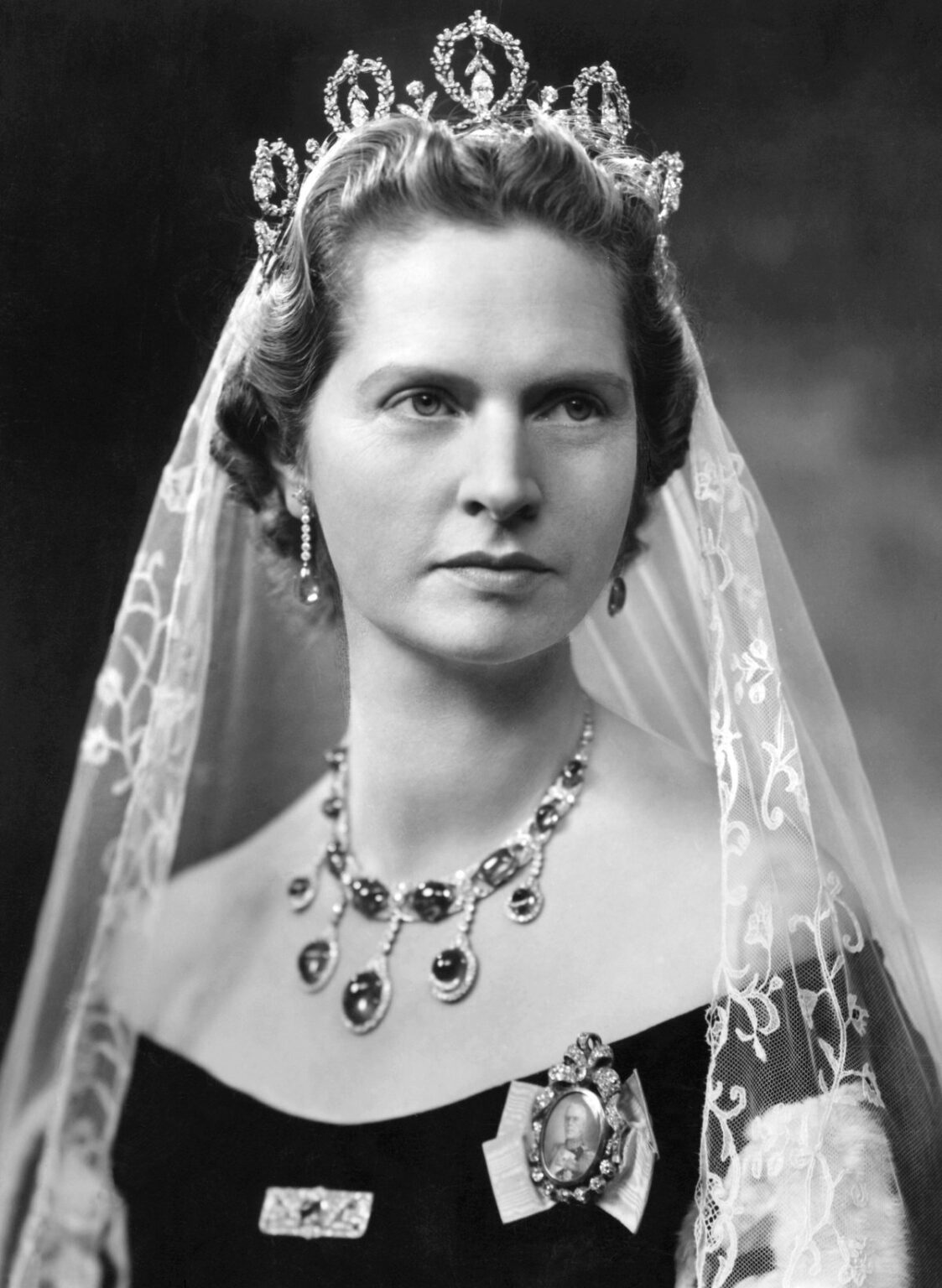
La princesa Sibila lleva el collar de zafiros y su diadema favorita

El collar fue un regalo de bodas de Gustavo V y su esposa Victoria de Baden para su futura nuera, la princesa heredera Margarita. El collar consta de rubíes, zafiros, diamantes y perlas en una especie de "estilo egipcio", con forma de escarabajo, recordando el momento que se conocieron la princesa Margarita y Gustavo VI Adolfo en El Cairo. La pieza fue creada por el joyero Koch en Frankfurt en 1905. El príncipe Bertil heredó el collar de su madre y la princesa Lilian lo usó en varias ocasiones. 

### Collar de zafiros de la princesa Sibila
Regalo de boda a la princesa Sibila en 1932 del ex rey Fernando I de Bulgaria. El collar consta de diamantes y zafiros. Pasó a ser propiedad de la princesa Birgitta, quien heredó el collar de su madre en 1972. El collar también fue usado por la princesa Cristina en 1964. 

## Pendientes

### Pendientes grandes y de brillantes
Los pendientes del fideicomiso de joyas de Carlos XIV Juan consisten en una gran gota brillante rodeada por una corona de brillantes más pequeña y una más grande con grandes brillantes. La primera reina en usarlos fue la reina Luisa, casada con Carlos XV, y han seguido siendo utilizados.

### Pendientes Vasa

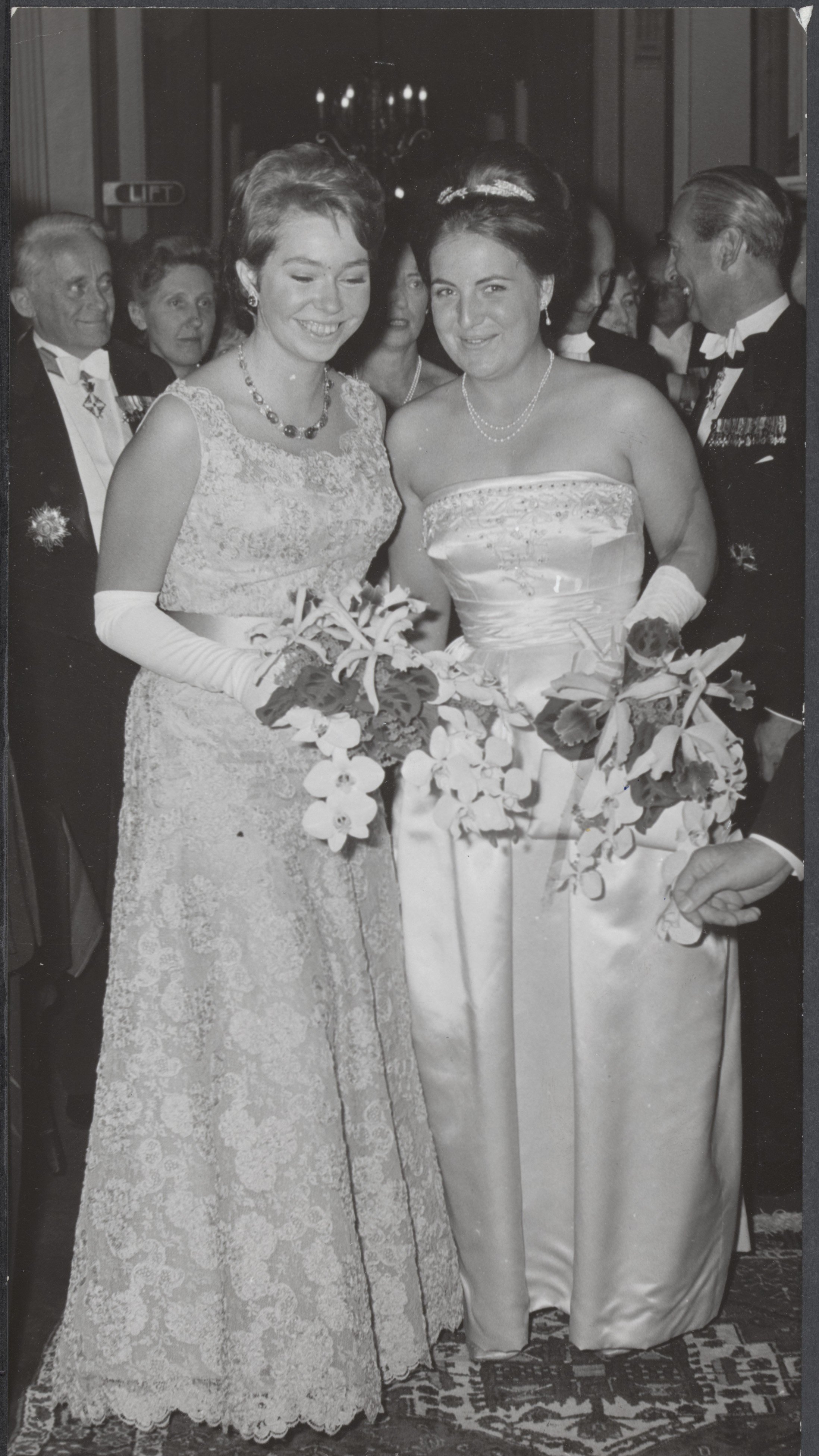
La princesa Cristina con el collar de zafiros de la princesa Sibila

Un par de pendientes con talla brillante que tienen la forma de una corona en forma de gota con un colgante en forma de globo con un soporte brillante. Se encuentran entre los más antiguos de la colección de joyas, que datan de finales del siglo XVIII. Probablemente provienen de la esposa de Gustavo IV Adolfo, Federica de Baden. Cuando la pareja fue desterrada en 1809, se llevaron consigo algunas joyas que luego le fueron entregadas a su hijo mayor Gustavo y luego a su hija Carola, que estaba casada con el rey Alberto de Sajonia.
Cuando Victoria de Baden se casó con Gustavo en 1881, recibió los pendientes como regalo de bodas de la reina Carola. Estos pendientes se pueden usar sin el colgante, es decir, con la corona vacía. Han sido usados por la reina Silvia y la princesa Magdalena. La princesa Victoria no los ha lucido nunca. 
La princesa Magdalena usó los pendientes cuando se casó en 2013. 

### Pendientes de Charretera

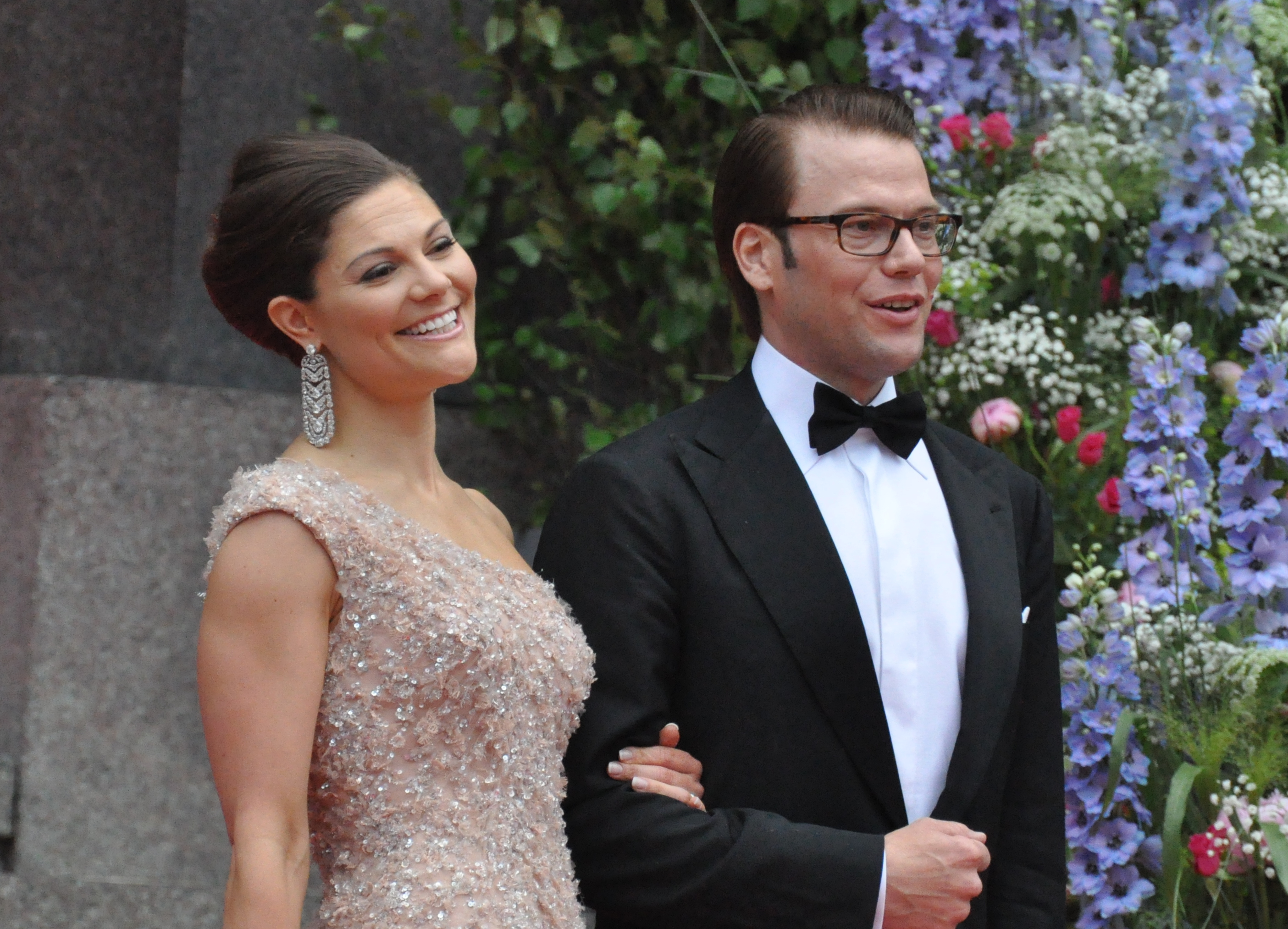
La princesa heredera con los pendientes de Charretera

Estos pendientes fueron usados por la princesa heredera Victoria en el concierto antes de la boda el 18 de junio de 2010. La charretera significa joyería de hombro y es parte de algunos uniformes. El nombre de pendientes charretera se publicó por primera vez el 11 de diciembre de 2011 cuando Victoria los usó por segunda vez. En el 70 cumpleaños del rey Carl XVI Gustaf, la princesa Magdalena usó los pendientes.

## Broches

### Broche de la reina Josefina

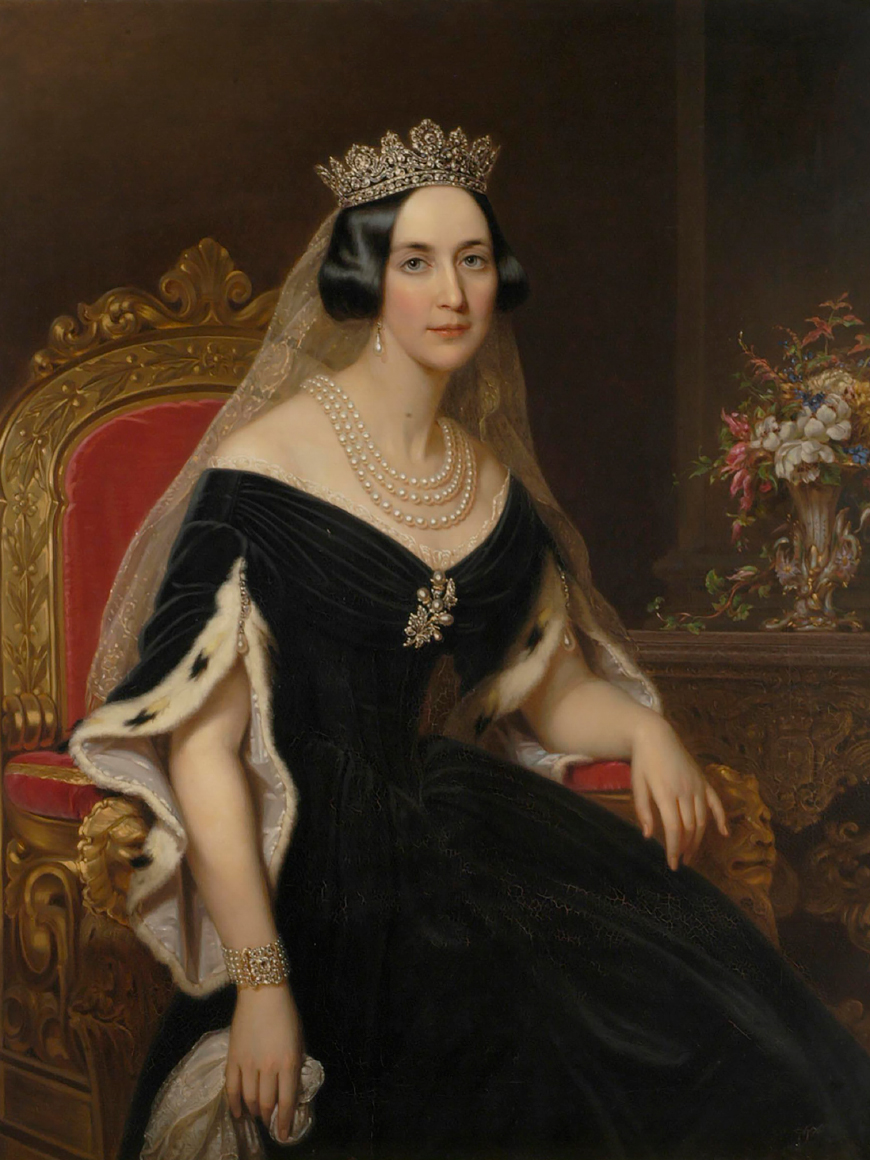
La reina Josefina luciendo el broche de diamantes, rubíes y perlas

Uno de los broches más antiguos documentados es uno usado por la reina Josefina. Es un broche de flores, formado por diamantes, rubíes y perlas. La princesa heredera Victoria y la reina Silvia lo han usado como broche y joya para el cabello. La princesa heredera Victoria lo ha usado como una alternativa a una diadema clásica, por ejemplo, en la fiesta del 70 cumpleaños de la reina Margarita en Copenhague en 2010 y en la cena del rey para los premios Nobel 2010 en el Castillo de Estocolmo. 

### Flecha de diamantes
Es un broche de diamantes con un diseño similar a una flecha de amor, que la reina Silvia solo ha usado en algunas ocasiones. El 18 de junio de 2010, la noche antes de la boda entre la princesa heredera Victoria y el príncipe Daniel, la princesa heredera Victoria usó este broche como un prendedor de cabello. La imagen más antigua de la joya data de 1953, cuando fue usada por la princesa Sibila durante la ceremonia del Nobel, pero probablemente sea más antigua.

### Broche de diamantes de Lilian
Es un pequeño broche de diamantes diseñado como una flor, que la princesa heredera Victoria recibió como regalo de la princesa Lilian. Victoria usó el broche en la reunión de con los medios de comunicación en relación con su compromiso. En la visita de Estado turca, el día después de la muerte de la princesa Lilian, Victoria usó el broche durante el almuerzo y la cena de gala durante la noche. 

### Broche corsage de la reina Victoria
El gran broche redondo fue usado por la reina Victoria como un corsage. No se ha documentado desde la época de Victoria que el broche fuera usado por cualquier otro miembro de la realeza. La joya fue usada por primera vez por la Reina Silvia en la visita de Estado a Alemania de 2016. 

## Herencia de Baden
Algunas joyas de la Casa real sueca provienen de Luisa de Prusia, la madre de la reina Victoria. 

### Broche de perlas

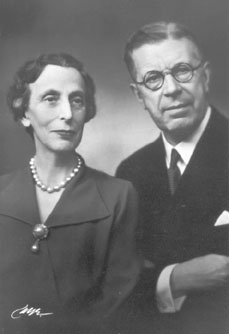
La reina Luisa con el broche de perlas de Baden

Consiste en un broche con una perla en el medio y diamantes alrededor de la perla. En el broche también hay un colgante de perlas. En un retrato de la gran duquesa Luisa se puede ver el broche. Esta pieza de joyería se encuentra en fotos y retratos de la reina Victoria y de la reina Luisa, y ha sido usada ocasionalmente por la reina Silvia. 

### Broche de perlas pequeño

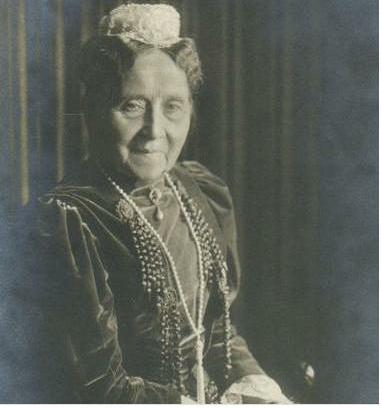
La gran duquesa de Baden con el broche de perlas pequeño

Otro broche que es un poco más pequeño y más bonito es este, usado por la reina Silvia. Tiene un colgante de perlas. 

## Otras joyas

### Cruz de brillantes
Esta joya consta de una cruz grande con 20 brillantes y puede identificarse como parte del fideicomiso de Carlos Juan. No está documentado que fuera llevado antes de que la reina Silvia lo usara en la entrega de los Nobel en 1976, y la última vez que lo utilizó fue en 2007.

## Joyas Bernadotte en otras casas reales
Hay joyas que han sido propiedad de la familia real sueca, pero que ahora están por matrimonio o por herencia en otras casas reales de Europa, especialmente en Dinamarca (a través de Luisa de Suecia, que heredó todas las joyas de su madre, Luisa de los Países Bajos) y Noruega. 

### Noruega
Hay varias joyas en la familia real noruega que pueden vincularse con la historia de la joyería real sueca. Esto se aplica al aderezo de esmeraldas y una diadema de diamantes. 

#### Aderezo de esmeraldas
Otro legado de la primera esposa de Napoleón, la emperatriz Josefina de Beauharnais. La diadema fue realizada por el joyero de la corte francesa Bapst en París a principios del siglo XIX, y forma parte de una panure que consta de diadema, collar, pendientes y un broche. 
Perteneció a la reina Josefina de Suecia y a la reina Sofía de Suecia y Noruega, que en su testamento en 1913 le dio las esmeraldas a la princesa Ingeborg. Cuando la hija de Ingeborg, Marta de Noruega, se casó con el príncipe heredero Olav en 1929, llevó el aderezo a Noruega. La princesa Astrid de Noruega usó la diadema cuando fue la primera dama del país hasta que Sonia, la siguiente reina de Noruega, se casó con el príncipe heredero Harald en 1968 y pasó a usarlo. 
Ha llevado la diadema a la boda de tres herederos de tronos: a la de su hijo y príncipe heredero Haakon en 2001, a la del príncipe heredero Federico de Dinamarca en 2004 y a la de la princesa heredera Victoria en 2010. 
Además, se lució en dos ocasiones en Londres, en 1910 en la coronación de Jorge V de Inglaterra por la princesa heredera Margarita (a quien la abuela de su marido se lo prestó) y en 1937 en la coronación de Jorge VI de Inglaterra por la princesa heredera Marta de Noruega.